# Chester Morris
Chester Morris, geboren als John Chester Morris Brooks (New York, 16 februari 1901 - New Hope (Pennsylvania), 11 september 1970) was een Amerikaans acteur.

## Biografie
Morris werd geboren in New York als een van de vier kinderen van het acteurskoppel William Morris (1861-1936) en Etta Hawkins (1865-1945). Morris maakte zijn filmdebuut in 1917 in An Amateur Orphan. In 1929 werd hij genomineerd voor een Oscar voor beste acteur voor zijn rol in de film Alibi. Het leverde hem grote rollen op in de jaren 30 zoals een hoofdrol in The Divorcee naast Norma Shearer in 1930. Hij speelde ook hoofdrollen naast Jean Harlow (in Red-Headed Woman uit 1932). Hij acteerde ook in 2 films naast Carole Lombard in de hoofdrol. Tot eind jaren 40 verscheen Morris elk jaar in één of meerdere films. In de jaren 50 en 60 speelde hij vooral rollen op het nieuwe medium televisie. Zijn laatste film was The Great White Hope met James Earl Jones en Jane Alexander in 1970. Deze laatste film kwam uit na zijn dood.
Hij overleed in 1970 op 69-jarige leeftijd aan een overdosis barbituraten.
- Biblioteca Nacional de España: XX5191419
- Bibliothèque nationale de France: cb14692419m (data)
- Gemeinsame Normdatei: 1031482067
- International Standard Name Identifier: 0000 0001 0859 4681
- Library of Congress Control Number: n85138311
- MusicBrainz: 431786e2-4cfd-4d57-aeb5-f133b7e27d16
- Nationale Bibliotheek van Israël: 987007436713805171
- SNAC: w65m7p9j
- Système universitaire de documentation: 184511763
- Virtual International Authority File: 96711683
- WorldCat: E39PBJxWRBbpcbxP4QFmRtmWXd